# Anisozeuxis bifurcata
Anisozeuxis bifurcata är en fjärilsart som beskrevs av George Thomas Bethune-Baker 1908. Anisozeuxis bifurcata ingår i släktet Anisozeuxis och familjen nattflyn. Inga underarter finns listade i Catalogue of Life.